# Remiza (łowiectwo)
Remiza (zwana remizą śródpolną) – niewielki teren wśród pól, porośnięty krzewami lub drzewami. Dzienna, chwilowa ostoja niewielkich zwierząt futerkowych, jak: zające, króliki, czy myszy, oraz drobnego ptactwa łownego – bażantów, kuropatw.